# ام حبیبه خواهر مأمون
ام حبیبه، یا ام حبیب خواهر مأمون عباسی یا به نقلی دختر مأمون بود که به همسری علی بن موسی الرضا در آمد.

## شخصیت
نام وی را ام حبیبه و برخی منابع ام حبیب گزارش کرده‌اند. منابع در اینکه ام حبیبه، خواهر مأمون بوده‌است یا دختر او، اختلاف کرده‌اند. با این حال احتمال خواهر ام حبیبه برای مأمون، تقویت شده‌است.

## ازدواج با علی بن موسی الرضا
منابعی از شیعه و سنی به ازدواج ام حبیبه با علی بن موسی الرضا اشاره داشته‌اند. از این بین می‌توان به کتاب ینابیع الموده اثر قندوزی حنفی و شیخ صدوق در عیون اخبار الرضا اشاره کرد. این اتفاق در سال ۲۰۱ ه.ق و احتمالاً در رمضان آن سال صورت گرفته است. الجندی و بیهقی تاریخ ازدواج را سال ۲۰۲ گزارش کرده‌اند. بیهقی تاکید دارد که این ازدواج در اول سال ۲۰۲ صورت گرفته است. این ازدواج با وجود اختلاف سنی بالایی بین علی بن موسی و ام حبیب صورت گرفته است.

## هدف از ازدواج
برخی منابع همچون قولی که به شیخ مفید منسوب است، احتمال داده‌اند که این ازدواج به جهت گماردن جاسوسی در خانه علی بن موسی الرضا بوده‌است. برخی دیگر هدف از این ازدواج را نزدیک شدن مأمون به علی بن موسی الرضا و ایجاد قرابت فامیلی دانسته اند. درباره این ازدواج سروده‌اند که:
| وقد روى الصدوق في العيون |  | رواية جاءت عن المأمون |
| من أنه قد زوج الأماما    |  | ام حبيب اخته احتراماً  |
| ثم مضى الرضا ولي عهد     |  | يخفي غدا من سره ويبدي |